# Батрутдинов, Тимур Тахирович
Тиму́р Тахи́рович Батрутди́нов (тат. Тимур Таһир улы Бәдретдинов; род. 11 февраля 1978, Вороново, Подольский район, Московская область, СССР), также известен по прозвищу Кашта́н — российский актёр кино, телевидения, озвучивания и дубляжа, телеведущий. Один из участников «Comedy Club» и бывший участник КВН.

## Биография
Тимур Батрутдинов родился в татарско-русской семье 11 февраля 1978 года в селе Вороново Подольского района Московской области. Потом жил с семьёй в Щучинске — курортном городе областного подчинения, центре Бурабайского района Акмолинской области Казахстана. Детство провёл в Балтийске Калининградской области. Отец — Тахир Хусаинович, инженер; мать — Наталья Евгеньевна, экономист; сестра — Татьяна Славнова (Батрутдинова).
В шесть лет пошёл в Вороновскую общеобразовательную школу. После школы поступил в Санкт-Петербургский государственный университет экономики и финансов на факультет экономики труда и управления персоналом, который окончил в 2000 году. После окончания университета был призван на срочную службу в войска связи. Служил один год.

## КВН
В студенческом клубе университета участвовал в многочисленных капустниках, играл за команду КВН «ФинЭка», писал сценарии для сборной команды КВН Санкт-Петербурга.
После службы в армии работал в Москве в компании «PSA Peugeot Citroën» по специальности, откуда уволился из-за предложения участвовать в команде КВН «Незолотая молодёжь».
В 2023 году принял участие в 1/8-финала, 1/4-финала и 1/2-финала Высшей Лиги КВН 2023 в качестве ведущего.

## Телевидение
С 2005 года участвует в телепроекте «Comedy Club» на ТНТ, где зачастую выступает в дуэте с Гариком Харламовым, который тоже выступал за команду «Незолотая молодёжь».

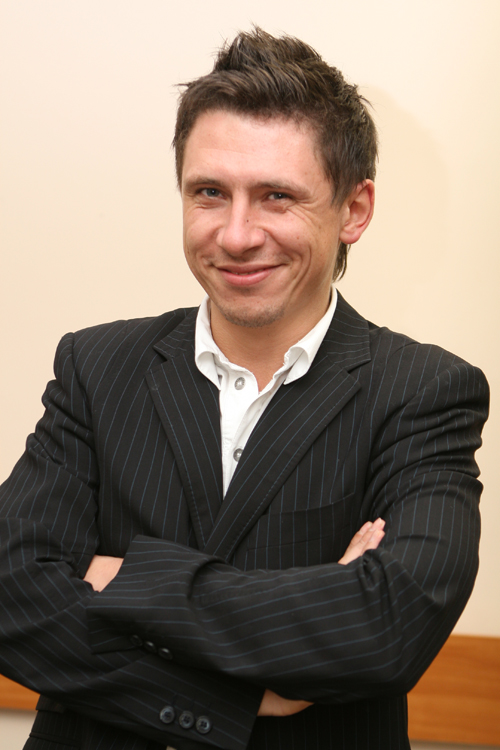
Тимур Батрутдинов, 2007

Самый популярный участник «Comedy Club» за 2009 год по версии сайта People Choice: набрал 53 % зрительских симпатий, значительно опередив остальных участников (Гарик Харламов набрал 14 %, Павел Воля — 11 %, Гарик Мартиросян — 9 %, Александр Ревва — 5 %).
- 2004 год — ведущий программ на Муз-ТВ «Привет, Кукуево!» и др.
- 2008 год — участник проекта Первого канала «Цирк со звёздами». Получил приз зрительских симпатий по итогам проекта.
- 2009 год — участник проекта Первого канала «Южное Бутово».
- 2010 год — озвучивал программу «Выжить вместе» на канале Discovery Russia совместно с Гариком Харламовым[3].
- 2013 год — участник шоу «ХБ», где снимался вместе с Гариком Харламовым.
- 2014 год — участник проекта Первого канала «Ледниковый период» в паре с Албеной Денковой.
- 2015 год — главный герой шоу «Холостяк» на ТНТ.
- 2018 год — гость шоу Деньги или позор на телеканале «ТНТ4» (1 сезон 1 выпуск).
- 2016 год — участник шоу «Танцы со звёздами» на телеканале «Россия-1» в паре с Ксенией Пожиленковой.
- 2021 год — финалист второго сезона шоу «Маска» на НТВ в образе Зайца (4-е место). А также соведущий шоу «Шоумаскгоон».
- 2022 год — член жюри в третьем сезоне шоу «Маска».
- 2022 год — член жюри в «Шоу Аватар»[4].
- 2023 год — ведущий Высшей Лиги КВН 2023.
- 2023 год — приглашённый участник шоу «Маска» на НТВ в честь дня рождения Валерии.
- 2023 год — участник реалити-шоу «Выжить в Дубае» на телеканале «ТНТ».
- 2023 год — ведущий нового караоке-шоу «Вы поёте великолепно» на телеканале ТВ-3 вместе с Ольгой Серябкиной[5].
- 2025 год — Ведущий нового караоке-шоу «Караоке Клаб» на телеканале ТНТ.
- 2025 год — участник реалити-шоу «Мастер игры» на ТНТ.

## Фильмография

### Роли в кино
- 2002 — Нож в облаках — охранник подземного паркинга
- 2005 — Саша+Маша — эпизодическая роль
- 2006 - 2007 — Клуб — Гриша Лузер
- 2006 — Моя Свинья — Батруха
- 2006 — Счастливы вместе — приятель Светы Букиной
- 2009 — Галыгин.ру — Тимур
- 2009 — Два Антона — Антон Крутов
- 2009 — Самый лучший фильм 2 — «Актёр»
- 2011 — Ералаш (выпуск № 249 «В хоккей играют настоящие мужчины») — отец мальчика
- 2012 — Зайцев+1 — камео
- 2013 — Друзья друзей — Денис
- 2014 — СашаТаня (серия 50) — камео
- 2015 — Гороскоп на удачу — Лёха
- 2015 — Озабоченные, или Любовь зла — Филипп, походник, друг Славы
- 2015 — Бармен — клубный тусовщик
- 2018 — Zомбоящик — разоблачённый агент под прикрытием / исполнитель главной роли в сериале «Усы любви» / детектив
- 2020 — Идеальная семья — Илья Близкий
- 2021 — Love — Юрий
- 2022 — СамоИрония судьбы — Женя Лукашин[6]
- 2023 — Мендельсон — Иван[7][8][9]
- 2023 — Бедный олигарх 2 — Дмитрий Кузин[10]
- 2023 — Букины — Денис, бывший муж Светы
- 2023 — Иван Васильевич меняет всё — Иван Васильевич Бунша, управдом, сосед Шурика / царь Иван Васильевич Грозный
- 2024 — Небриллиантовая рука — Семён Семёнович Горбунков (Агент 007-ён Семёнович) /

### Дубляж и закадровое озвучивание
- 2008 — Хортон — слон Хортон[11]
- 2009 — Я люблю тебя, Филлип Моррис — Стив Рассел (Джим Керри)[11]
- 2014 — Медведи-соседи 3D — медведи Брайар и Брамбл[12]
- 2017 — Энджи Трайбека — Джей Гайлз (Хэйз МакАртур) (первый сезон, закадровый перевод ТНТ4)[13]

### Озвучивание мультфильмов
- 2015 — Богатырша — левая голова Змея Горыныча

## Личная жизнь
Никогда не был женат и не имеет детей.
В 2015 году участвовал в шоу «Холостяк» на телеканале ТНТ, в финале которого выбрал в качестве своей невесты Дарью Канануху. Через 3 месяца после окончания проекта они расстались.
Болеет за казанский футбольный клуб «Рубин».